# سیارک ۴۸۵

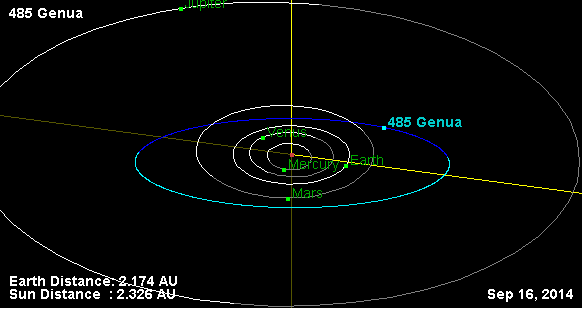
تصویر سیارک ۴۸۵

سیارک ۴۸۵ (به انگلیسی: 485 Genua، نامگذاری:1902HZ) چهارصد و هشتاد و پنجمین سیارک کشف شده‌است که در ۷ مه ۱۹۰۲ و در هایدلبرگ کشف شد.
قدر مطلق سیارک برابر ۸٫۳۰ است.